# Val Contrin
La Val Contrin è una valle delle Dolomiti che rientra nel bacino idrografico della Val di Fassa. È divisa tra i comuni di Canazei (parte bassa) e di San Giovanni di Fassa (parte alta), entrambi in provincia di Trento. È cinta su tre lati dal gruppo montuoso della Marmolada: a est la famosa montagna stessa, che con i suoi 3343 metri sul livello del mare è il punto più alto della valle; a sud la Cima dell'Uomo (3010 m s.l.m.); a ovest il Colac (2715 m s.l.m.). 
A nord si unisce alla Val di Fassa, nei pressi dell'abitato di Penia, frazione di Canazei. Famoso edificio presente nella valle è il Rifugio Contrin, la cui costruzione risale alla fine del XIX secolo, importante tappa della Via Alpina e punto d'arrivo del Trofeo Contrin, manifestazione di corsa in montagna vecchia ormai di più di trent'anni.

## Geo-morfologia

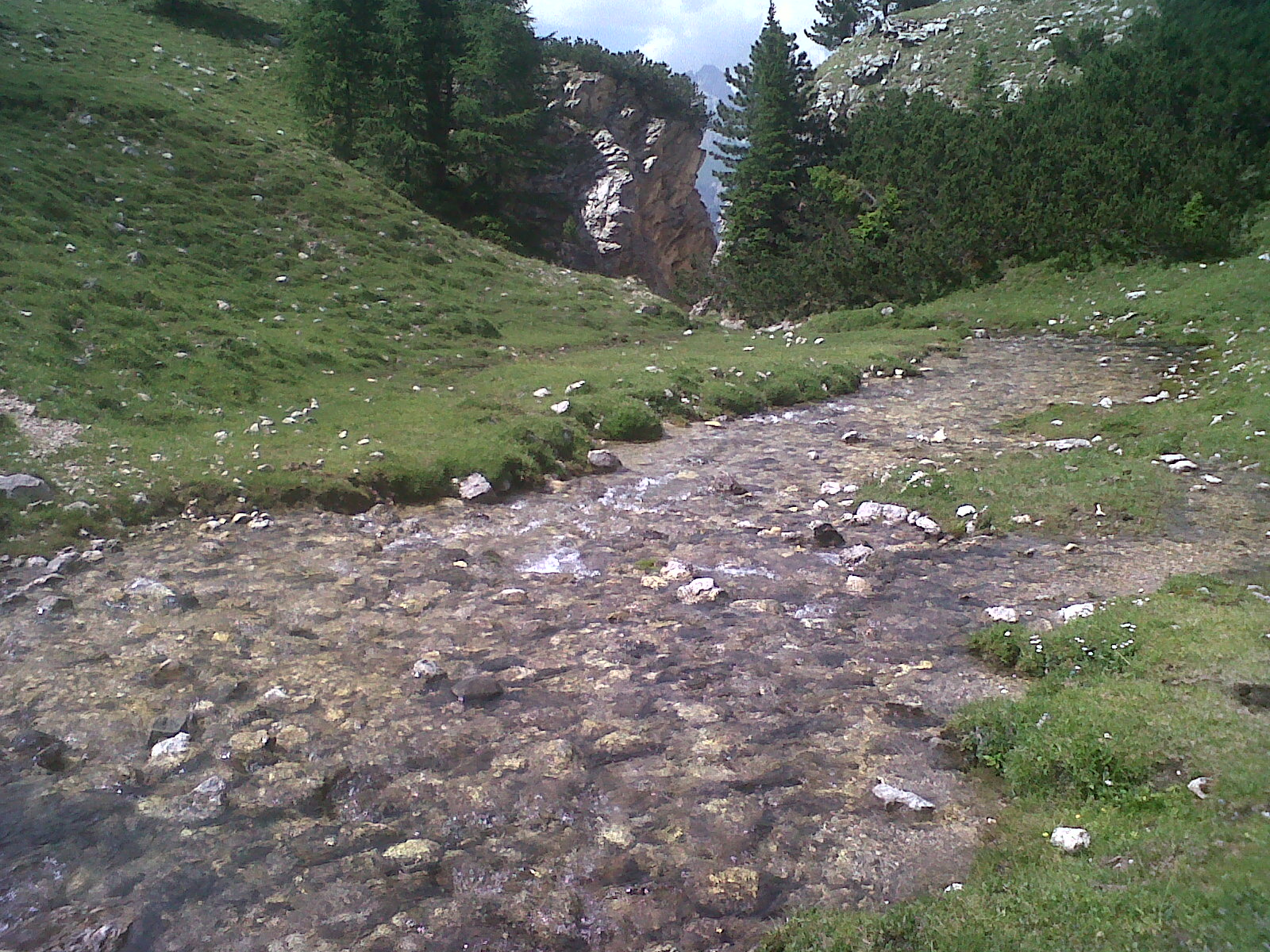
Il Ruf de Contrin presso le Lastè de Contrin poco prima dell'omonimo rifugio

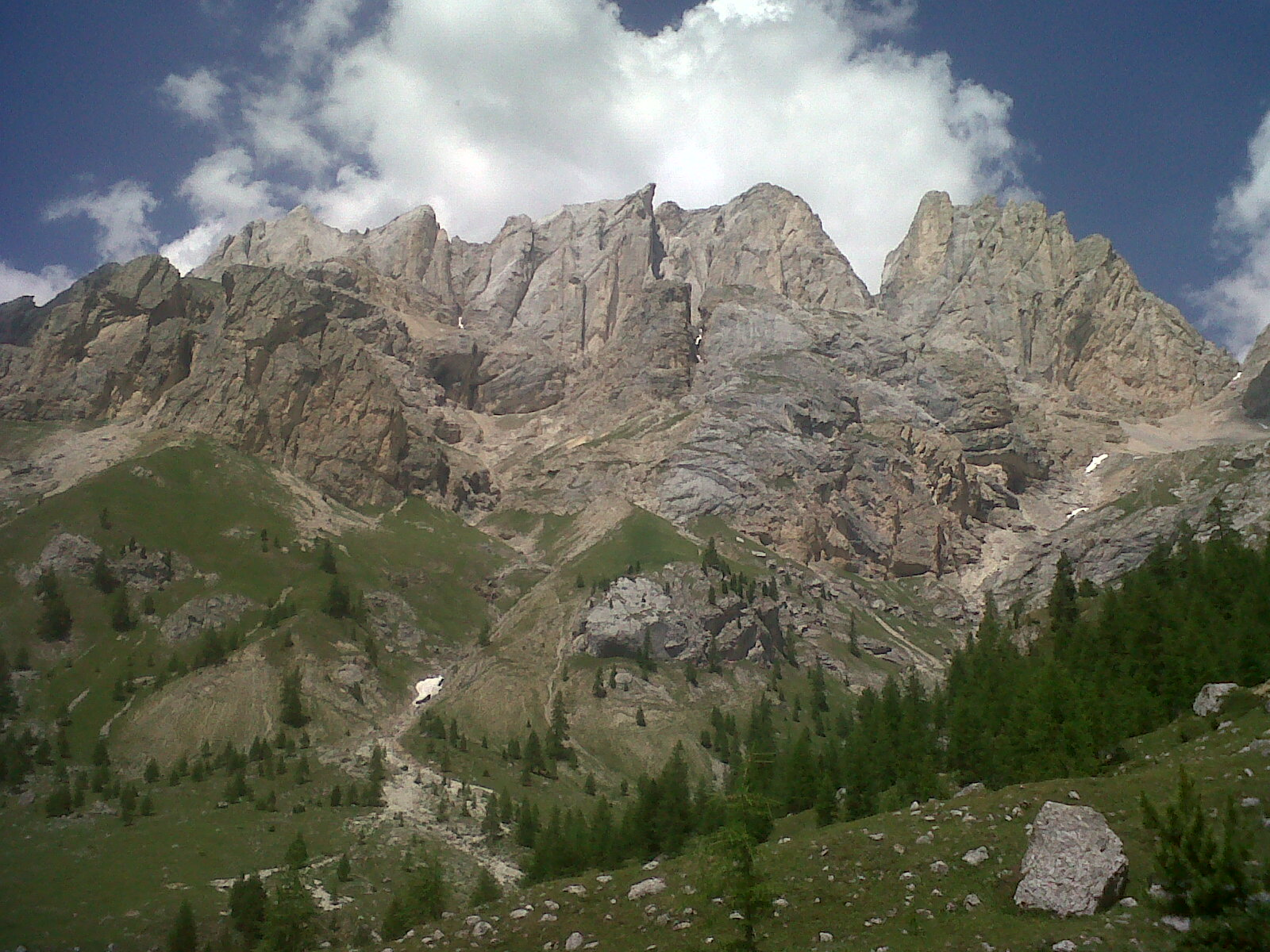
La Val Contrin, con sullo sfondo il gruppo montuoso della Marmolada

Nel primo tratto la Val di Contrin presenta una tipica conformazione glaciale: dalle cosiddette Lastè de Contrin, declivi erbosi che d'estate fungono da pascoli d'alta quota, la pendenza va lentamente a diminuire, fino a rasentare il piano per qualche chilometro, a circa 1700 metri d'altezza. Dopo la località di Locia Contrin le cose cambiano bruscamente: la vicinanza delle due catene montuose, il Colac a sinistra e la Marmolada a destra, fanno sì che i versanti della valle si trasformino velocemente da "U" a"V"; in un chilometro sono percorsi quasi duecento metri di dislivello fino all'immissione del Ruf de Contrin con il torrente Avisio.

## Accessi alla valle

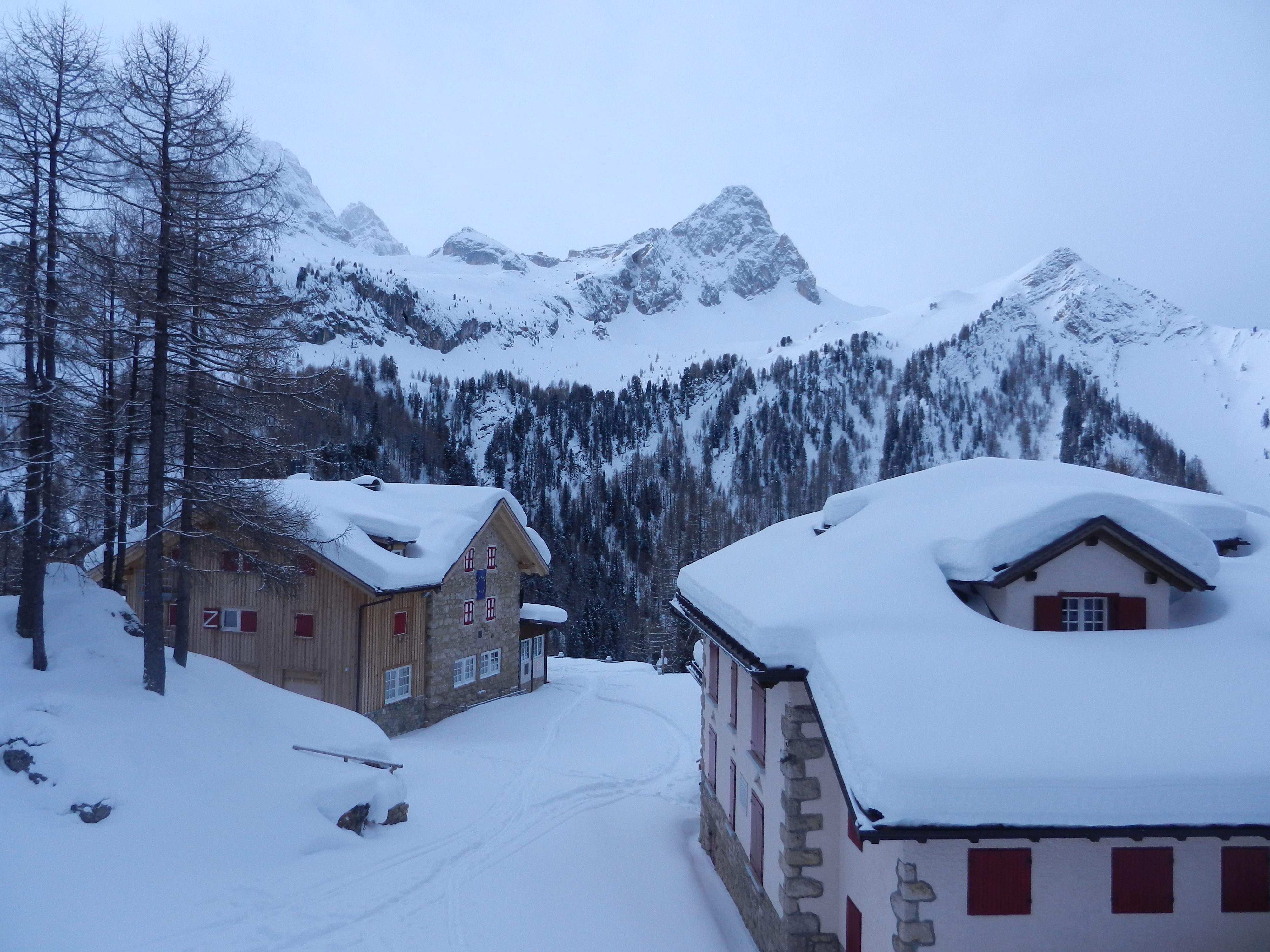
Il rifugio Contrin

La Val di Contrin è solcata da una strada circondariale sterrata che collega Penia al rifugio Contrin. Per percorrerla bisogna però avere una proprietà nella valle (come le numerose malghe presenti in essa) o avere un permesso rilasciato da parte della Guardia Forestale. Dal rifugio Contrin in poi la strada assume la caratteristica di sentiero. Gli accessi più comuni sono:
- Dalla Val San Nicolò, passando per il passo San Nicolò (2338 m), sentiero 608;
- Dalla Val San Nicolò, passando per il passo Pasché (2502 m), sentiero 609;
- Dalla Valle del Biois, passando per il passo delle Cirele (2683 m), sentiero 607 (Sentiero Italia e Alta via delle Dolomiti n. 2);
- Dalla Val Ombretta, passando per il Passo di Ombretta (2702 m), sentiero 610 (Alta via delle Dolomiti n. 2 e Via Alpina, itinerario Giallo) o per il Passo di Ombrettola (2860 m), sentiero 612;
- Dalla Val di Fassa, passando per la Forcella della Marmolada (2896 m), sentiero 606 (Alta via delle Dolomiti n. 2 e Via Alpina, itinerario Giallo);
- Dal Ciampac, passando per la Forcia Neigra (2509 m), sentieri 613 e 646 (Via Alpina, itinerario Giallo).